# Chris Dreja
Chris Dreja, właśc. Christopher Walenty Dreja (ur. 11 listopada 1945 w Surbiton) – gitarzysta polskiego pochodzenia, a później basista brytyjskiego zespołu rockowego The Yardbirds. 
Jego ojciec, Alojzy Dreja (1918–1985), pochodził z Polski i do Wielkiej Brytanii został ewakuowany w 1940 roku, walcząc następnie jako pilot w Polskich Siłach Powietrznych w Wielkiej Brytanii podczas II wojny światowej.
Po rozwiązaniu The Yardbirds Jimmy Page zaoferował Drei pozycję basisty w nowym zespole, który miał wkrótce powstać – Led Zeppelin. Dreja odrzucił propozycję i zajął się fotografią. To on zrobił zdjęcie zespołu, które stanowiło tylną okładkę ich debiutanckiego albumu. Dreja był również członkiem odnowionego Yardbirds w latach 1992–2013.